# Visvaldis Melderis
Visvaldis Melderis (Jelgava, 19 de enero de 1915-Opočka, 14 de julio de 1944) fue un jugador de baloncesto letón. Consiguió 2 medallas en competiciones internacionales con Letonia, en la primera y tercera edición de los Eurobasket, antes de que la Unión Soviética anexionara las repúblicas bálticas. 